# تيغرا (اداو شقرا)
تيغرا هو دُوَّار يقع بجماعة إفران أطلس الصغير، إقليم كلميم، جهة كلميم واد نون في المملكة المغربية. ينتمي الدوّار لمشيخة اداو شقرا التي تضم 13 دوار. يقدر عدد سكانه بـ 184 نسمة حسب الإحصاء الرسمي للسكان والسكنى لسنة 2004.

## روابط خارجية
- البوابة الوطنية للجماعات الترابية نسخة محفوظة 12 مارس 2018 على موقع واي باك مشين.
- المندوبية السامية للتخطيط